# بيني باي بريدجز
بيني باي بريدجز (بالإنجليزية: Penny Bae Bridges)‏ هي ممثلة أمريكية، ولدت في 29 يوليو 1990 بلوس أنجلوس في الولايات المتحدة.

## أعمال

### أفلام
- (1996) سبيس جام[3]

## وصلات خارجية
- بيني باي بريدجز على موقع IMDb (الإنجليزية)
- بيني باي بريدجز على موقع أول موفي (الإنجليزية)
- بيني باي بريدجز على موقع قاعدة بيانات الفيلم (الإنجليزية)